# Alive II
Alive II je druhé koncertní album americké rockové skupiny Kiss, které vyšlo v roce 1977. Navazuje na předešlé úspěšné koncertní album Alive! z roku 1975. Na Alive II čerpala skupina písně z těchto tří alb - Destroyer, Rock and Roll Over a Love Gun. Album Alive II získalo obrovský ohlas fanoušků i kritiky a dosáhlo na 7. místo v žebříčku Billboard 200. Z alba je cítit rocková atmosféra živých koncertů a navíc obsahuje hutně znějící melodie hitů jako „Detroit Rock City, „Shock Me“ a „Shout It Out Loud“ což zaručilo mimořádný úspěch alba.

## Seznam skladeb

### CD 1
| Pořadí | Název                        | Autor               | Hlavní zpěvák | Délka |
| ------ | ---------------------------- | ------------------- | ------------- | ----- |
| 1.     | Detroit Rock City            | Stanley / Bob Ezrin | Paul Stanley  | 3:58  |
| 2.     | King of the Night Time World | Stanley / Ezrin     | Stanley       | 3:06  |
| 3.     | Ladies Room                  | Gene Simmons        | Simmons       | 3:11  |
| 4.     | Makin' Love                  | Stanley / Delaney   | Stanley       | 3:13  |
| 5.     | Love Gun                     | Stanley             | Stanley       | 3:34  |
| 6.     | Calling Dr. Love             | Simmons             | Simmons       | 3:32  |
| 7.     | Christine Sixteen            | Simmons             | Simmons       | 2:45  |
| 8.     | Shock Me                     | Ace Frehley         | Frehley       | 5:51  |
| 9.     | Hard Luck Woman              | Stanley             | Peter Criss   | 3:06  |
| 10.    | Tomorrow and Tonight         | Stanley             | Stanley       | 3:20  |

### CD 2
| Pořadí | Název                 | Autor                     | Hlavní zpěvák     | Délka |
| ------ | --------------------- | ------------------------- | ----------------- | ----- |
| 1.     | I Stole Your Love     | Stanley                   | Stanley           | 3:36  |
| 2.     | Beth                  | Criss / Ezrin / Penridge  | Criss             | 2:24  |
| 3.     | God of Thunder        | Stanley                   | Simmons           | 5:16  |
| 4.     | I Want You            | Stanley                   | Stanley           | 4:14  |
| 5.     | Shout It Out Loud     | Stanley / Simmons / Ezrin | Stanley / Simmons | 3:37  |
| 6.     | All American Man      | Stanley / Delaney         | Stanley           | 3:13  |
| 7.     | Rockin' in the U.S.A. | Simmons                   | Simmons           | 2:44  |
| 8.     | Larger Than Life      | Simmons                   | Simmons           | 3:55  |
| 9.     | Rocket Ride           | Frehley / Delaney         | Frehley           | 4:07  |
| 10.    | Anyway You Want It    | Clark                     | Stanley           | 2:33  |

## Obsazení

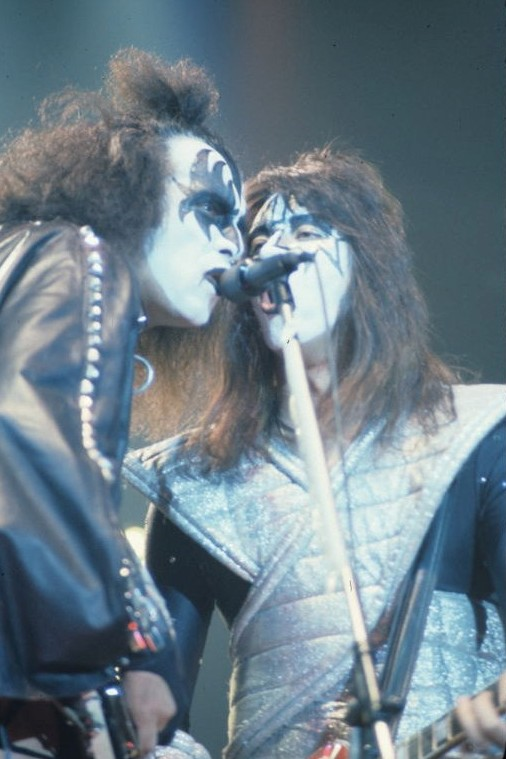
Gene a Ace

- Paul Stanley - rytmická kytara, zpěv
- Gene Simmons - basová kytara, zpěv
- Ace Frehley - sólová kytara, zpěv
- Peter Criss - bicí, zpěv

## Umístění
Album
| Hitparáda (1977)         | Pozice | Týdnů v hitparádě |
| ------------------------ | ------ | ----------------- |
| Canadian Albums Chart    | 5      | -                 |
| New Zealand Albums Chart | 13     | -                 |
| US Billboard Pop Albums  | 7      | 33                |
| Australia                | 17     |                   |
| Sweden                   | 28     |                   |
| Japan                    | 10     |                   |
| UK                       | 60     |                   |

Singly
| Singl                      | Rok  | Hitparáda           | Pozice |
| -------------------------- | ---- | ------------------- | ------ |
| "Shout It Out Loud" (Live) | 1977 | Kanada US Billboard | 74 54  |
| "Rocket Ride"              | 1978 | Kanada US Billboard | 46 39  |